# Shearman & Sterling
Shearman & Sterling è uno studio legale internazionale, fondato nel 1873 con sede principale a New York, 23 sedi nel mondo e 850 avvocati: quasi la metà degli avvocati  esercita al di fuori degli Stati Uniti.

## Storia
Shearman & Sterling è stata fondata a New York nel 1873 da Thomas Shearman e John William Sterling, che si sono concentrati rispettivamente su contenzioso e questioni transazionali. La giovane azienda rappresentava il finanziere Jason Gould e l'industriale Henry Ford e coltivò una serie di importanti legami d'affari che si sarebbero evoluti in rapporti  di lunga data, come con la famiglia Rockefeller e le banche predecessori di Citigroup e Deutsche Bank.

### Espansione globale del dopoguerra
Lo studio si espanse a livello internazionale durante il secondo dopoguerra, sotto la direzione di Boykin C. Wright, un socio anziano entrato a far parte dello studio da Cahill Gordon & Reindel con un gruppo di avvocati, portando lo studio ad aggiungere, per un breve periodo, il suo nome alla carta intestata. Il primo ufficio internazionale dell'azienda fu fondato a Parigi nel 1963.

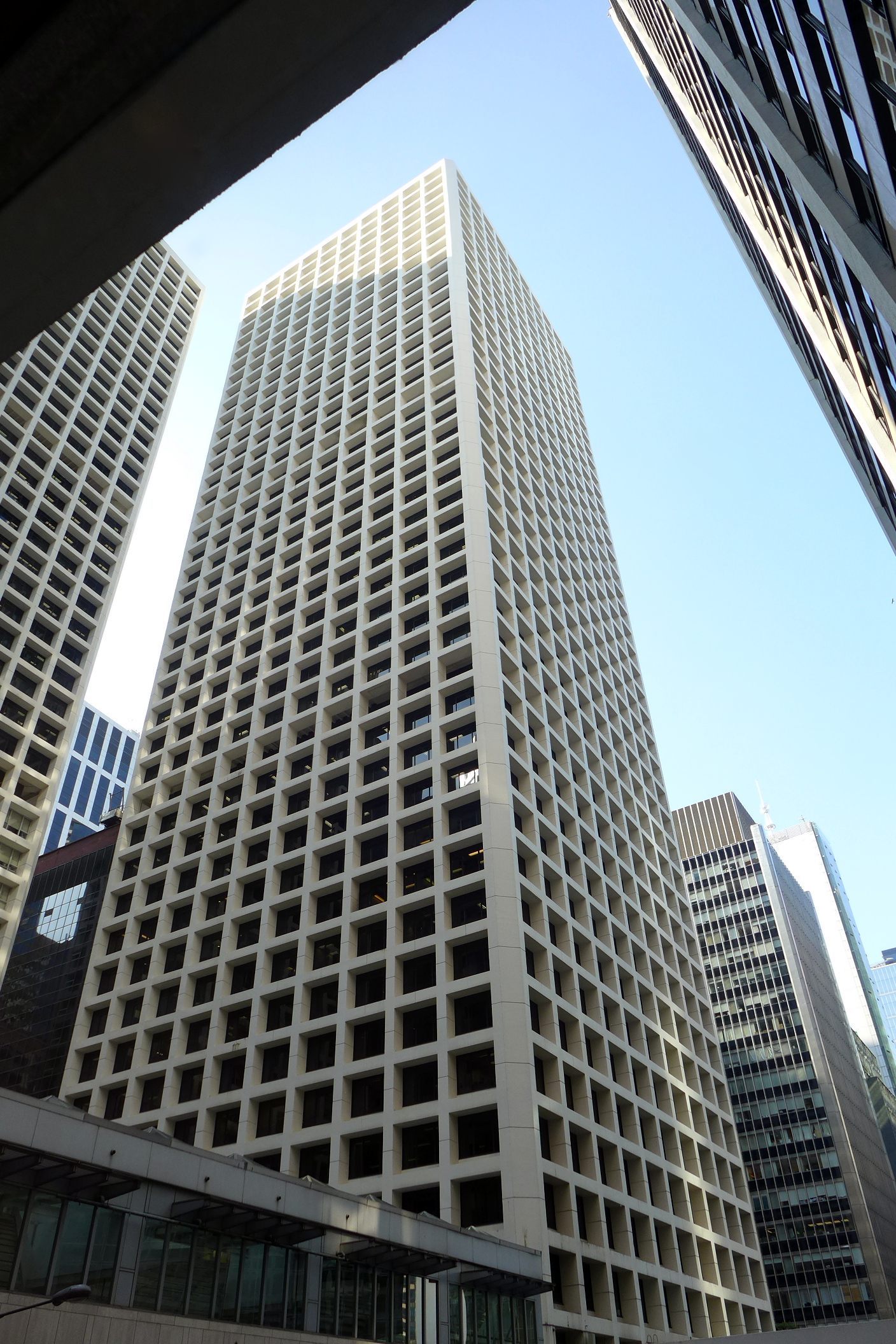
Ufficio di Hong Kong presso la Gloucester Tower di The Landmark

Rafforzando la reputazione dell'azienda nel diritto internazionale, il presidente Eisenhower ha scelto il partner Fredrick McCurdy Eaton come capo negoziatore degli Stati Uniti al Nuclear Ten Nation Committee on Disarmament del 1960,  a Ginevra. Dal 1964 al 1975, Eaton è stato il socio anziano.
Nella Germania del dopoguerra, Shearman & Sterling ha aiutato aziende tedesche come Siemens e BASF a ristrutturare i loro debiti e a riemergere come esportatori credibili negli Stati Uniti. Gli avvocati dello studio hanno assistito Daimler nella sua quotazione alla Borsa di New York nel 1993, la prima quotazione di questo tipo da parte di una società tedesca, spingendo altre grandi società a seguirne l'esempio. L'azienda ha poi rappresentato la casa automobilistica tedesca nel suo acquisto e successiva vendita di Chrysler. La società pratica fusioni e acquisizioni in Germania e gestisce uno dei più grandi uffici londinesi di uno studio legale non britannico.
L'azienda ha svolto un ruolo importante nella costituzione di compagnie petrolifere e del gas di proprietà statale, tra cui Sonatrach in Algeria e in tutto il Medio Oriente. Nel 1979, gli avvocati di Shearman & Sterling rappresentarono Citibank durante gli intensi negoziati che seguirono il periodo della crisi degli ostaggi iraniani, dopo che il governo degli Stati Uniti congelò tutti i beni iraniani nelle banche statunitensi.
Durante gli anni '80, gli avvocati dello studio hanno contribuito a ristrutturare i debiti di molte nazioni latinoamericane nelle transazioni Brady e hanno anche ottenuto mandati nella privatizzazione di numerose entità statali. Nel 2004, l'azienda ha aperto un ufficio a San Paolo, in Brasile, e da allora ha rappresentato aziende brasiliane in una serie di importanti operazioni.
Nell'Asia orientale, Shearman & Sterling è stata una delle prime aziende a cogliere la futura importanza strategica della regione Asia-Pacifico, stabilendo uffici a Hong Kong nel 1978, seguiti da Tokyo, Pechino, Singapore e Shanghai. Alla fine del 2018, l'azienda ha ricevuto una licenza per aprire un ufficio a Seul, guidato dalla partner di Singapore Anna Chung.

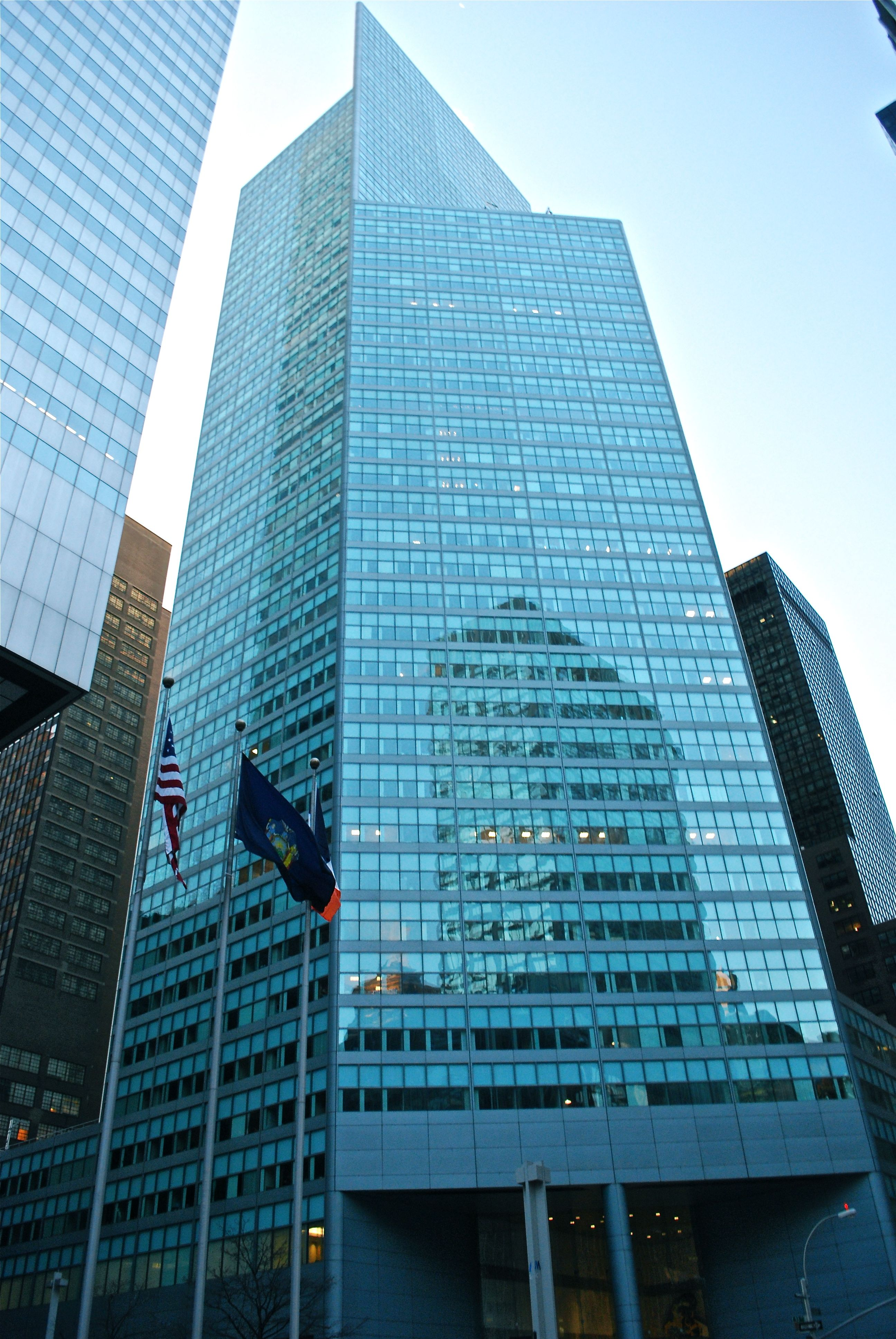
Ufficio di New York al 599 di Lexington Avenue

### Clienti e casi notevoli
- CVS Health nella sua acquisizione da 69 miliardi di dollari della compagnia di assicurazioni sanitarie Aetna.[12]
- Electronic Arts in relazione a un'offerta pubblica di titoli senior investment grade da 1 miliardo di dollari.[13]
- WebMD nella sua vendita da 2,8 miliardi di dollari a Internet Brands, una società di portafoglio di KKR.[14]
- Salesforce nell'acquisizione da 2,8 miliardi di dollari della piattaforma di e-commerce basata su cloud Demandware.[15]
- Repubblica di Lituania in un arbitrato ICSID promosso da Veolia.[16]
- Dow Chemical Company nella sua scissione di 4,6 miliardi di dollari dalla Dow Chlorine Products Business e il relativo scambio di debito per debito.[17]
- Credit Suisse in azioni legali collettive relative alla presunta fissazione del prezzo degli "spread" per le offerte pubbliche iniziali.[18]
- General Electric nella sua acquisizione da 32 miliardi di dollari di Baker Hughes e combinazione con GE Oil & Gas per formare una nuova società quotata in Borsa.[19]
- JPMorgan Chase come lead arranger per 5,45 miliardi di dollari di finanziamenti per Pirelli.[20]
- Qatar Investment Authority nel suo investimento a Manhattan West, un sito di sviluppo valutato al completamento fino a 8,6 miliardi di dollari.[21]
- Sony, come parte di un consorzio, nell'acquisizione da 4,5 miliardi di dollari del portafoglio di brevetti di Nortel.[22]
- Boston Scientific nella vendita da 1,5 miliardi di dollari della sua attività neurovascolare a Stryker Corporation.[23]
- Bank of America in relazione a una transazione di finanziamento di un accordo di vendita e riacquisto da 3,1 miliardi di dollari relativa all'acquisto da 10,5 miliardi di dollari di Onyx Pharmaceuticals da parte di Amgen.[24]
- John Deere sulla ristrutturazione delle sue operazioni estere.[25]
- David Karp, il fondatore e CEO di Tumblr, con il suo impiego, la conservazione e gli accordi fiscali nella vendita da 1,1 miliardi di dollari di Tumblr a Yahoo!.[26]
- Synthes nella sua acquisizione da 21,3 miliardi di dollari da parte di Johnson & Johnson.[27]

## Sedi
- Abu Dhabi (1975)
- Pechino (1993)
- Brusselle (2001)
- Düsseldorf (1991)
- Francoforte sul Meno (1991)
- Hong Kong (1978)
- Londra (1963)
- Menlo Park (Silicon Valley) (1998)
- Milano (2010)
- Monaco di Baviera (2001)
- New York (1873)
- Parigi (1972)
- Roma (2002)
- San Francisco (1978)
- San Paolo del Brasile (2004)
- Shanghai (2007)
- Singapore (1995)
- Tokyo (1987)
- Toronto (1995)
- Washington (1987)